# Chaetonotus tachyneusticus
Chaetonotus tachyneusticus är en djurart som tillhör fylumet bukhårsdjur, och som beskrevs av Brunson 1947. Chaetonotus tachyneusticus ingår i släktet Chaetonotus och familjen Chaetonotidae. Inga underarter finns listade i Catalogue of Life.